# 瓦茨拉夫·普谢尼奇卡
瓦茨拉夫·普谢尼奇卡（捷克語：Václav Pšenička，1906年10月26日—1961年4月25日），捷克男子举重运动员。他曾代表捷克斯洛伐克参加1928年、1932年和1936年夏季奥林匹克运动会举重比赛，获得二枚银牌。